# 达穆西
达穆西（法語：Damousies，法語發音：[damuzi]）是法国上法兰西大区北部省的一个市镇，位于该省东北部，属于埃尔普河畔阿韦讷区。

## 地理
达穆西（50°13'10"N, 4°0'49"E）面积5 平方千米，位于法国上法蘭西大區北部省，该省份为法国最北部的省份及最长的省份，西北濒北海，西接加来海峡省，南至埃纳省和索姆省，东与比利时接壤。
与达穆西接壤的市镇（或旧市镇、城区）包括：小费里耶尔、瓦蒂尼-拉维克图瓦尔、博福尔、迪默绍、大费里耶尔、奥布勒希、迪蒙。

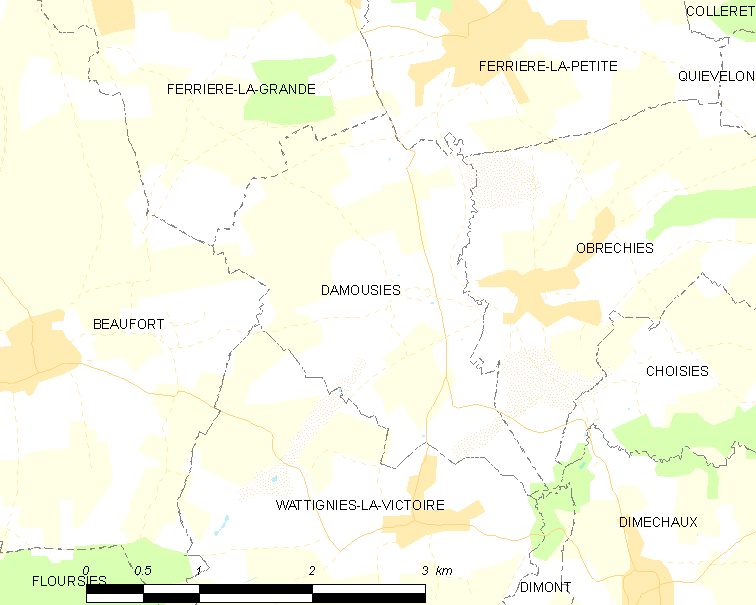
达穆西的OSM定位图

达穆西的时区为UTC+01:00、UTC+02:00（夏令时）。

## 行政
达穆西的邮政编码为59680，INSEE市镇编码为59169。

## 政治
达穆西所属的省级选区为富尔米县。

## 人口

1962-2008年间达穆西人口变化图示

达穆西于2022年1月1日时的人口数量为205人。